# Jörg Hübner
Jörg Hübner (* 23. Februar 1962 in Krefeld) ist ein deutscher evangelischer Theologe, Pfarrer und Publizist. Von 2013 bis 2023 war er Geschäftsführender Direktor der Evangelischen Akademie Bad Boll, seit 2023 ist er Pfarrer und Dekan im Kirchenbezirk Künzelsau.

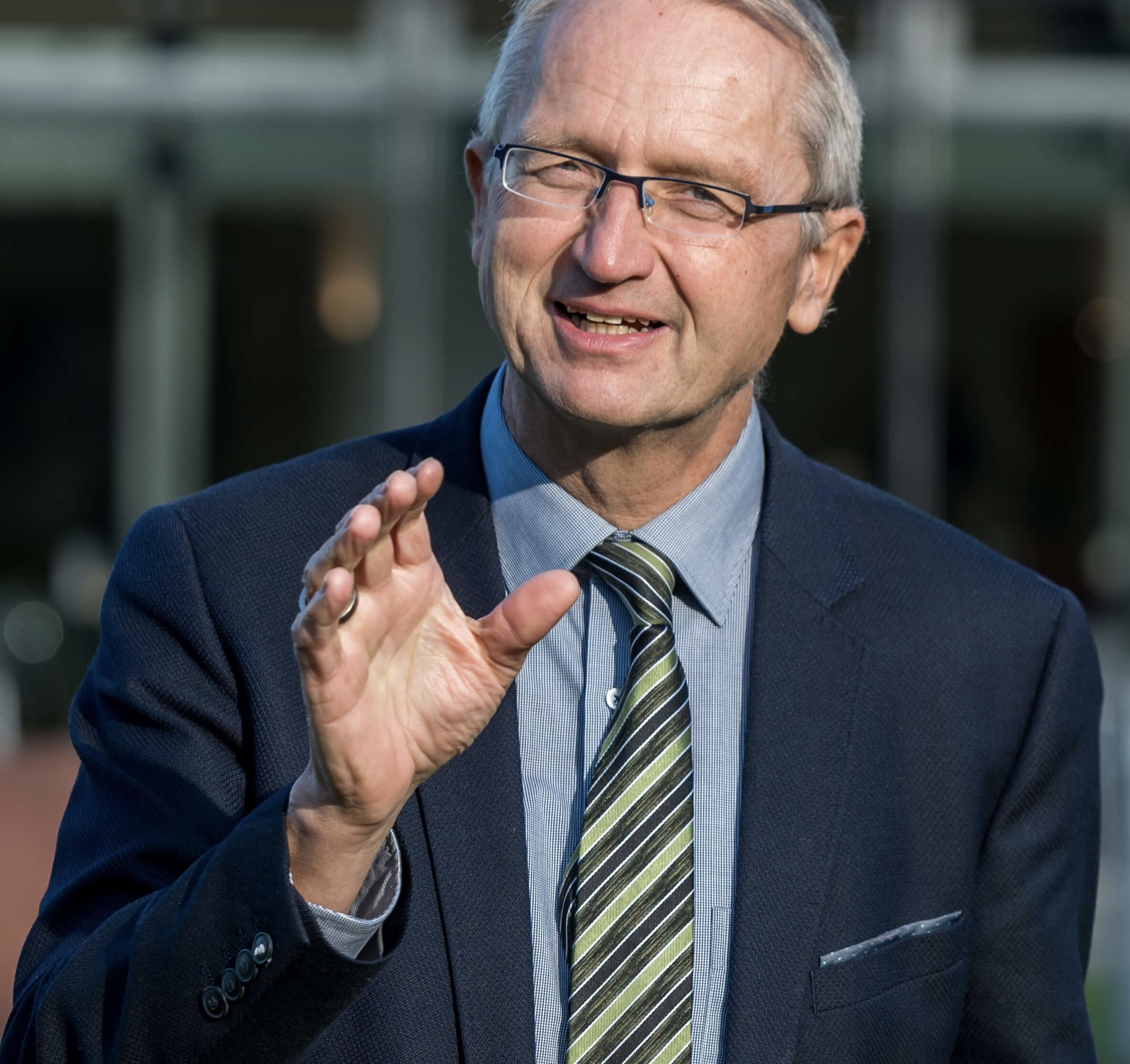
Jörg Hübner

## Leben und Studium

### Ausbildung
Hübner studierte nach dem Abitur am Fichte-Gymnasium Krefeld zwischen 1981 und 1986 Evangelische Theologie und Philosophie in Bonn. Nach dem Ersten Theologischen Examen in der Evangelischen Kirche im Rheinland war er von 1986 bis 1988 Vikar in Düsseldorf-Gerresheim. Nach Abschluss des Zweiten Theologischen Examens folgte 1988 bis 1990 die Zeit als Hilfsprediger in der Evangelischen Lukaskirchengemeinde Bonn, wo er am 5. März 1989 ordiniert wurde. Von 1990 bis 1992 war er Stipendiat des Landes Nordrhein-Westfalen und verfasste in dieser Zeit seine Promotion bei Martin Honecker über den Unternehmer und Sozialethiker Friedrich Karrenberg (1904–1966).

### Beruflicher Werdegang
Hübner wurde 1992 zum Pfarrer der Christuskirchengemeinde Neuss berufen. Schwerpunkte seiner Tätigkeit waren unter anderem der Aufbau der Erwachsenenbildungsarbeit in den Neusser Kirchengemeinden und die Gründung einer Evangelischen Familienbildungsstätte.
2002 habilitierte sich Hübner an der Evangelisch-Theologischen Fakultät der Ruhr-Universität Bochum mit einer Schrift zum Thema Globalisierung als Herausforderung für Theologie und Kirche. Als Privatdozent lehrte er regelmäßig an der Ruhr-Universität und wurde zu Vorträgen beispielsweise in Evangelische Akademien eingeladen. 2010 wurde er außerdem zum außerplanmäßigen Professor für Systematische Theologie und Sozialethik ernannt.
Im Jahr 2013 wurde er zum Geschäftsführenden Direktor der Evangelischen Akademie Bad Boll berufen. Dort hat er den Verein Blumhardt-Sozietät e.V. ins Leben gerufen, der sich mit dem Wirken des Religiösen Sozialisten Christoph Blumhardt auseinandersetzt. 2020 erfolgte die Habilitation an der Evangelisch-Theologischen Fakultät der Eberhard-Karls-Universität Tübingen, wo er seitdem Systematische Theologie und Sozialethik lehrt.
Hübner wurde 2023 mit der Vertretung des vakanten Dekanenamtes im Kirchenbezirk Künzelsau beauftragt, um die Fusion von drei Kirchenbezirken mitzugestalten.

## Veröffentlichungen
- Nicht nur Markt und Wettbewerb. Friedrich Karrenbergs wirtschaftsethischer Beitrag zur Ausgestaltung der Sozialen Marktwirtschaft, Bochum 1993
- Evangelisches Soziallexikon. Hg. von Martin Honecker, Horst Dahlhaus, Jörg Hübner, Traugott Jähnichen und Heidrun Tempel, Stuttgart 2001
- Globalisierung – Herausforderung für Theologie und Kirche. Perspektiven einer menschengerechten Weltwirtschaft, Stuttgart 2003
- Globalisierung mit menschlichem Antlitz. Einführung in die Grundfragen globaler Gerechtigkeit, Neukirchen 2004
- „Macht euch Freunde mit dem ungerechten Mammon!“ Grundsatzüberlegungen zur Ethik der Finanzmärkte, Stuttgart 2009[7]
- Ethik der Freiheit. Grundlegung und Handlungsfelder einer globalen Ethik in christlicher Perspektive, Stuttgart 2011[7]
- Gut – besser – zukunftsfähig. Nachhaltigkeit und Transformation als gesellschaftliche Herausforderung. Hg. zusammen mit Günter Renz, Stuttgart 2014
- Theologische Sozialethik als Anleitung zur eigenständigen Urteilsbildung. Martin Honecker zum 80. Geburtstag. Hg. von Jörg Hübner, Stuttgart 2015
- Evangelisches Soziallexikon, 9. Auflage, Stuttgart 2016. Hg. von Jörg Hübner, Johannes Eurich, Martin Honecker, Traugott Jähnichen, Martina Kulessa und Günter Renz[7]
- Christoph Blumhardt. Prediger, Politiker, Pazifist. Eine Biografie, Leipzig 2019[7]